# Sultan ibn Ahmad
Sultan ibn Ahmad a été  sultan d'Oman de 1792 à 1804. Lorsque son frère Saïd succède à leur père aux fonctions d'Imam et de Sultan, il mène une révolte contre lui, allié à son autre frère Saïf. La révolte est toutefois écrasée, et les frères s'enfuient, Saïf en Afrique de l'Est où il parvient à se tailler une principauté mais où il meurt quelques mois plus tard et Sultan dans une colonie omanaise du Baloutchistan. Après la déposition définitive de Saïd par le fils de celui-ci, Hamad, Sultan rentre d'exil et s'installe à la cour de son neveu. À la mort de ce dernier, sans enfants, en 1792, il lui succède pour éviter que Saïd, qui avait conservé le titre religieux d'Imam, ne revienne sur le trône. Il meurt le 20 novembre 1804 et le pouvoir est partagé entre ses deux fils Salim et Saïd. Toutefois, Saïd II règne seul à partir de 1806.